# Бух (район Берлина)
Бух (нем. Buch) — северо-восточный район Берлина в составе укрупнённого c 2001 года административного округа Панков, внутри которого Бух граничит с тремя районами: Каров, Францёзиш-Буххольц и Бланкенфельде. Кроме того, Бух имеет протяжённую границу с федеральной землёй Бранденбург. Современный район Бух известен прежде всего своими лечебно-медицинскими и научно-исследовательскими учреждениями. Здесь в разное время работали учёные и практики мирового уровня.

## Герб и название

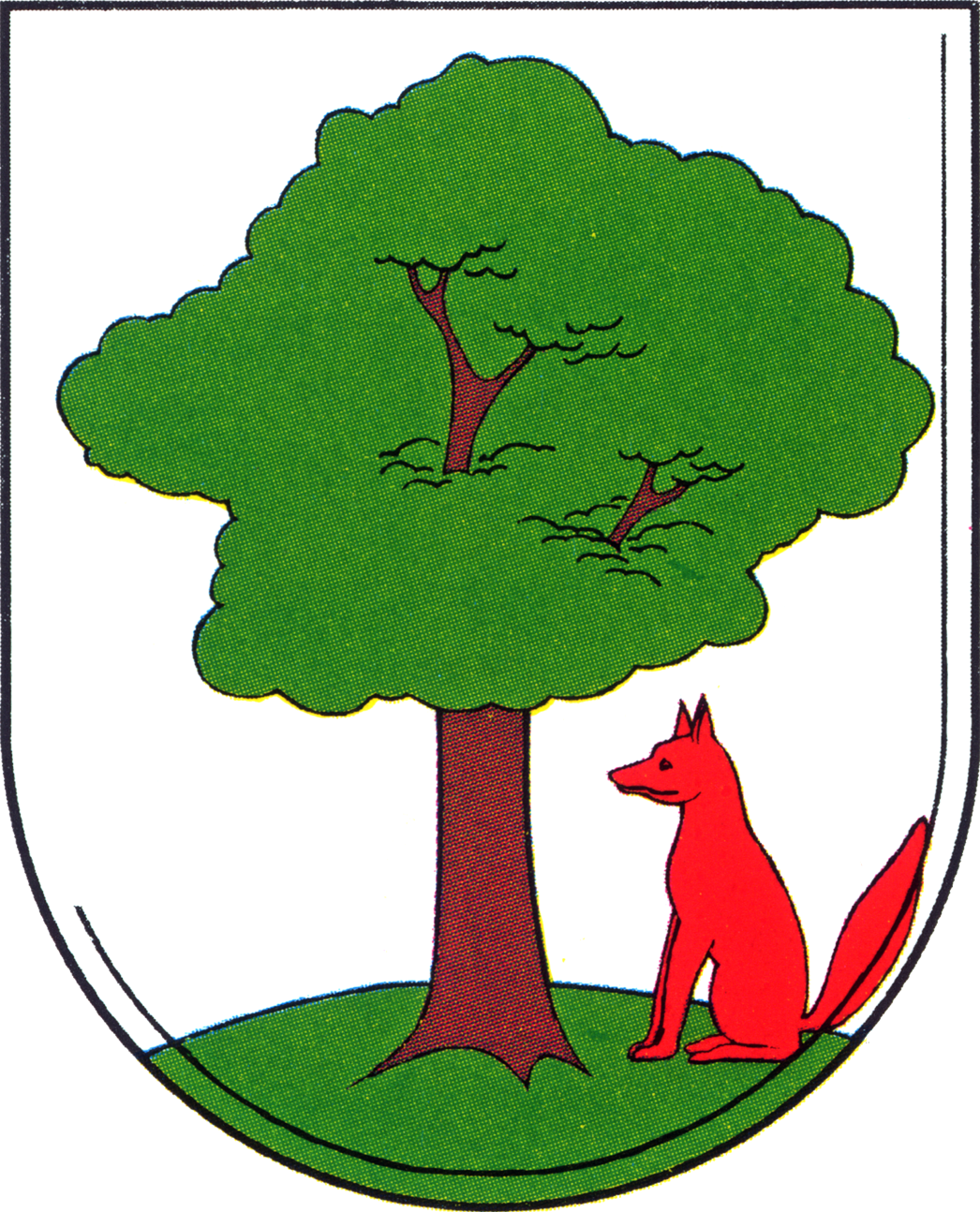
Бывший герб Буха

Герб Буха 1987 года основан на дизайне сохранившейся старинной цветной печати и её «говорящем значении». Изображение букового дерева (нем. Buchе) связано с первоначально пришедшим от славянского слова «buk» названием села Бух. Красная лисица (нем. Fuchs), на диалекте «Voß», говорит о владельцах имения графах фон Фосс-Бух (нем. Grafen von Voß-Buch).

## История

### С каменного века до 1897 года
Моренная возвышенность Барним, на которой расположен современный район Бух, в XV веке до н. э. превратилась в тундру с болотами и торфяниками.
Бух считается одной из самых археологически изученных территорий  Берлина, с обилием найденных первобытных и протоисторических мест обитания. Хотя археологи не могут однозначно отнести некоторые находки к верхнему палеолиту, но наличие в то время в этих местах зверей, съедобных растений и воды позволяет предположить появление кочевников, охотников и собирателей, живших в шалашах. С X века до н. э. здесь уже водились такие крупные млекопитающие, как северный олень и овцебык, становившиеся добычей охотников позднего палеолита. Эпоха мезолита в результате изменений климата отмечена появлением лесов, а в них разных животных: туров, лосей, косуль, оленей, кабанов, зубров, а также рыбы в водоёмах и растительной пищи, например, лещины, обеспечивавшей людей орехами, питательными и хорошо хранившимися.
При археологических раскопках 1935 года в Бухе были обнаружены примитивные орудия труда: кремень для высечения огня, микролит, наконечники стрел. В эпоху неолита здесь уже начинали развиваться ремёсла: гончарное дело, прядение, ткачество; появилась утварь: плуг, серп, каменный топор, шаровидная амфора.
Бронзовый век отмечен значительным увеличением заселения этих мест. При раскопках 1910—1914 годов впервые в Германии были обнаружены столбовые ямы для деревянных построек.
В железном веке в этих местах появились древние германцы, но из-за ухудшения климата началась миграция. С помощью радиоуглеродного анализа археологи датировали найденные остатки поселений. Население вновь стало расти во времена Римской империи, когда сюда пришли бургунды и семноны которые использовали новые строительные возможности — длинный дом, неф, трапеция, проницаемое мощение улиц.
В IV веке с началом великого переселения народов связано перемещение германцев из этой местности в сторону Рейна и
Дуная. А сюда в VII веке двинулось славянское население с территорий, относящихся к современной Польше и Чехии. В VIII—IX веках здесь сложились главенствующие племена —
гавеляне и спревяне, которые разводили коров, овец, свиней, коз, осваивали керамику.
Братья Иоганн I и Оттон III из княжеского рода Асканиев расширяли границы маркграфства Бранденбург с 1220 года. Деревня Бух на территории к северу от Берлина, расположенная на берегах речки Панке — притока реки Шпре, впервые упомянута в документах 1342 года.
Бранденбургский музей предоставляет расширенные возможности для знакомства с историей и культурой бывших пригородов Берлина.

### С 1898 года до настоящего времени
Официально Бух стал составной частью Берлина в 1898 году. Известный немецкий врач и учёный, основоположник клеточной теории в биологии и медицине Рудольф Вирхов (годы жизни 1821—1902), будучи активным политиком, внёс свой вклад в общественную медицину и санитарное дело. В Бухе на основе концепции Рудольфа Вирхова в конце XIX века внедрялись передовые на тот момент способы очистки сточных вод, что позволяло заметно улучшать экологию этих мест.
К 1929 году в Бухе по проекту архитектора Людвига Хофмана (годы жизни 1852—1932) был построен первый обширный больничный комплекс, в который входили лечебницы для страдающих лёгочными заболеваниями, психическими расстройствами и старческой слабостью.
Уже в довоенное время Бух стал крупнейшим и наиболее современным медицинским центром в Европе, который с самого начала ориентировался на тесную связь между лечебной практикой и научными исследованиями.
|                                            |  |                                               |  | |  |
| Рудольф Вирхов на почтовой марке 1953 года |  | Бюст Оскара Фогта возле медицинского колледжа |  | Оскар и Сесиль Фогт. Памятная плита на бывшем Институте исследований мозга имени кайзера Вильгельма |  |

Известный немецкий невропатолог Оскар Фогт основал в 1914 году в Бухе Институт исследований мозга имени кайзера Вильгельма, директором которого был с 1930 года. Его супруга Сесиль Фогт руководила в этом институте нейробиологической лабораторией с 1919 года. Супруги Фогт работали в Бухе до их отстранения нацистами в 1937 году.
С 1925 года по 1946 в Бухе жил и работал известный советский учёный-биолог Николай Владимирович Тимофеев-Ресовский. Он возглавлял отделение генетики в Институте исследований мозга при Обществе кайзера Вильгельма.
Судьбе Тимофеева-Ресовского посвящён роман Даниила Гранина «Зубр», в котором отражён и длительный период его работы в Бухе, где он не только проводил фундаментальные научные исследования в области мутационного процесса, популяционной генетики, радиационной экологии и пр., но и спасал от нацистов огромное количество людей «неарийского происхождения». Многие из них рассказали об этом с благодарностью в научно-документальном фильме «Любовь и защита». Его сценарист и режиссёр Елена Саканян цитировала самого Зубра, когда говорила, что научное кино не обязательно надо делать «со звериной серьезностью».
|                                            |                                                 |
| Больница имени архитектора Людвига Хофмана | «Дом Тимофеева-Ресовского» в кампусе Берлин-Бух |

Есть свидетельства, что в берлинском гестапо были подготовлены документы на арест Тимофеева-Ресовского, ждавшие только высшего указания. Накануне победы советская военная администрация в апреле 1945 года назначила Тимофеева-Ресовского директором Института исследований мозга в Бухе. Однако в 1946 году учёный был этапирован в московскую внутреннюю тюрьму НКГБ, осуждён на 10 лет лишения свободы по обвинению в измене Родине и только посмертно реабилитирован.
В современном Бухе о незаурядном советском исследователе напоминает не только мемориальная доска. В кампусе Берлин-Бух по проекту архитектора Фолкера Штааба воздвигнут корпус, названный «Дом Тимофеева-Ресовского», в котором располагаются лаборатории медицинской геномики, центра Макса Дельбрюка и Института молекулярной фармакологии имени Лейбница.
При правлении Гитлера в клиниках Буха по его приказу людей подвергали обследованию на предмет их «наследственно-биологической полноценности и расовой пригодности». Карьера человека, его право на женитьбу, да и просто жизнь зависели от данных, занесённых в специальную картотеку. По иронии судьбы именно в Бух на судебно-медицинскую экспертизу привезли в мае 1945 года обгоревшие остатки трупа Гитлера, упакованные в разных ящиках. Свои воспоминания об этих событиях оставила в многочисленных рассказах Елена Ржевская, молодая вдова погибшего в 1942 году поэта Павла Когана, участвовавшая в проведении опознания и в расследовании обстоятельств самоубийства Адольфа Гитлера
. Экспертную комиссию в Бухе, где проводилось исследование останков фюрера нацистской Германии, возглавлял доктор Фауст.
После войны возобновившая работу Берлинская академия наук, с 1972 года была переименована в Академию наук ГДР (нем. Akademie der Wissenschaften der DDR). Институт кайзера Вильгельма (как медико-биологический) вошёл в состав Академии наук и продолжил развивать накопленные исследовательские традиции. Здесь находились центры злокачественных опухолей и цитологии. После объединения Германии традиции слияния науки и практической медицины в современном Бухе продолжают развивать «Клиники Гелиоз» (нем. Helios Kliniken), «Шарите Кампус Берлин-Бух» (нем. Charite Campus Berlin-Buch), Центр молекулярной медицины имени Нобелевского лауреата Макса Дельбрюка, Университетская клиника имени Рудольфа Вирхова и др..

## Достопримечательности
Список памятников культуры в Бухе включает архитектурные сооружения, парковые комплексы, скульптурные произведения.
Сохранившаяся на улице Альт-Бух (нем. Alt-Buch) барочная Дворцовая церковь была построена в 1731—1736 годы (на месте прежней средневековой церкви фахверковой конструкции) по проекту Фридриха Вильгельма Дитерихса, который взял за основу композиции храма греческий крест. Над куполом средокрестия первоначально возвышалась восьмигранная башня с пилястрами. Однако при послевоенной реконструкции церкви от воссоздания разрушенной башни отказались. К церкви примыкает кладбище как часть памятника архитектуры.
Бывшая графская усадьба, расположенная вблизи дворцовой церкви, до 1964 года использовалась как сельскохозяйственная. Ещё в 1920-е годы Кете Кольвиц (годы жизни 1867—1945) мечтала превратить эту усадьбу в художественный центр, что было осуществлено в 1980-е годы. Около 30 художников работали в оборудованном центре «Кюнстлерхоф Бух» (нем. Künstlerhof Buch) по государственным заказам ГДР. После 1992 года этот ареал переняла Берлинская академия искусств, однако короткий период расцвета с выставками, классическими концертами и театральными постановками завершился закрытием центра в 2002 году из-за недостаточного финансирования.
Созданный в 1607 году дворцовый парк Бух (нем. Schlosspark Buch) с протекающей здесь речкой Панке и вековыми деревьями был в 1803 году преобразован в ландшафтный парк с двумя вырытыми прудами. С 1907 года вход в дворцовый парк Бух открыт для всех желающих. Высокоствольный лес в северной части Буха был в своё время главным поставщиком древесины для близлежащих дворянских поместий. С 1994 года этот лес стал зоной отдыха с разветвленной сетью пешеходных и велосипедных маршрутов. Есть в лесу небольшая цепь прудов, где раньше разводили карпов. Кроме природы, гуляющие могут встретиться здесь и с современным искусством. Лесная галерея (нем. Wald-Galerie) — один из маршрутов со скульптурными фантазиями из разных материалов . После проведенного в 2001 году Международного симпозиума на этом лесном маршруте появились каменные скульптуры, созданные авторами из разных стран Европы под лозунгом «Камни без границ».
В дворцовом парке на Вильтбергштрассе (нем. Wiltbergstraße) расположен военный мемориал, напоминающий о солдатах Красной Армии, погибших в этих местах во время штурма Берлина в апреле 1945 года, перезахороненных позднее в парке Шёнхольцер-Хайде берлинского района
Нидершёнхаузен. Памятник с высоким цоколем и обелиском в форме пирамиды, созданный по заказу советской военной администрации в годы 1947—1948 архитектором Иоганном Тенне (нем. Johann Tenne) в традициях раннего классицизма, удачно вписывается в общую среду дворцового парка Бух.
|                                     |                                           |                             |                               |
| Дворцовая церковь после реставрации | «Человек», скульптура Жан-Робера Ипустеги | Мемориал советским солдатам | Дворцовый парк с речкой Панке |

## Транспорт района

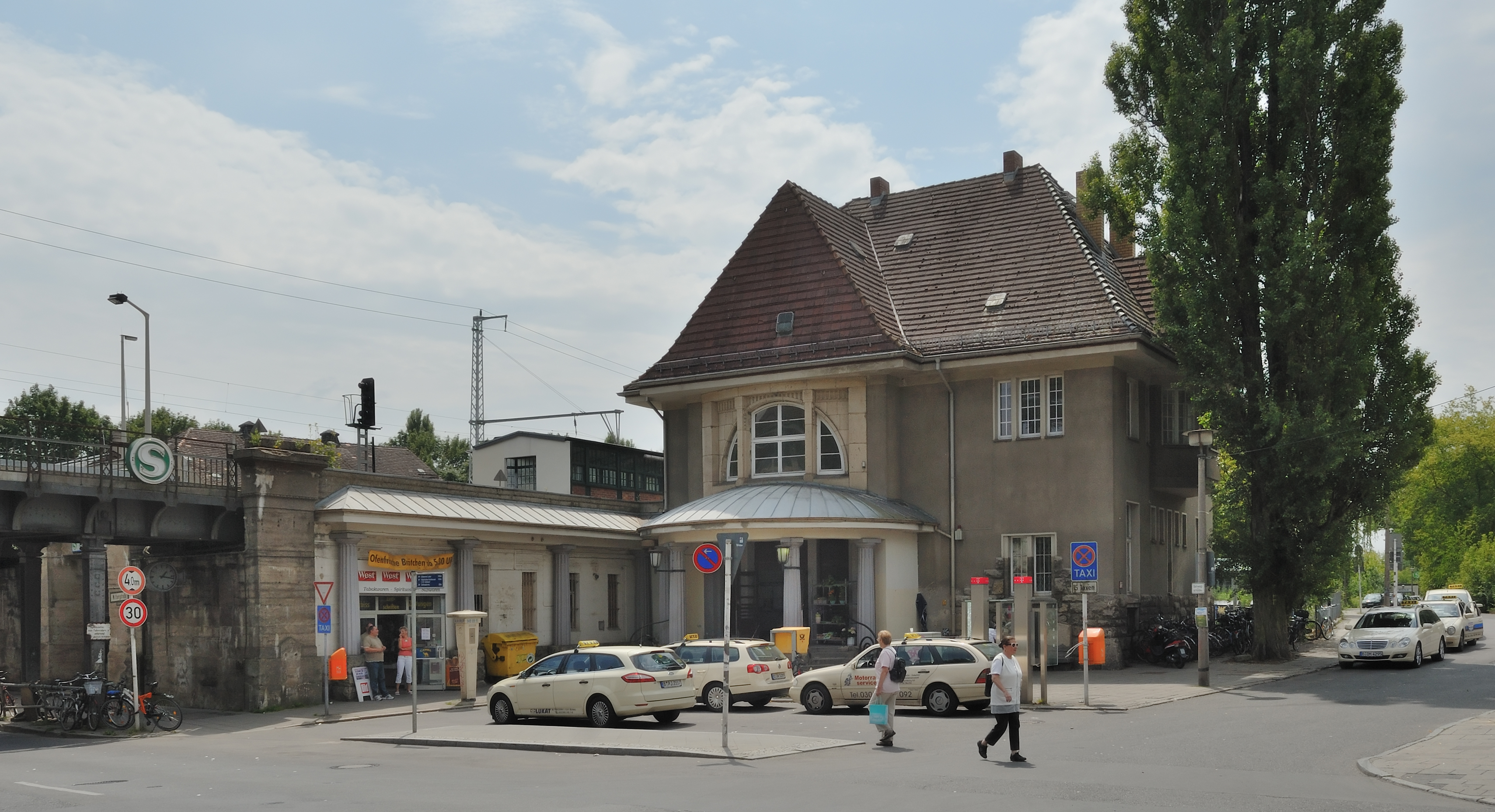
Вход на станцию «Берлин-Бух» (S-Bahn Berlin-Buch) городской электрички

В Бухе нет линий ни Берлинского метрополитена, ни Берлинского трамвая. С юго-запада на северо-восток через Бух проходит линия Берлинской городской электрички S2 в направлении бранденбургского города Бернау. На интерактивной карте района обозначена станция «Берлин-Бух» (нем. S-Bahn Berlin-Buch), а также автобусные маршруты — 150, 151, 158, 159, 251, 259, 351, 891, 892, 899.